# Dornier P 247
Die Dornier P 247 (auch Dornier Do P 247) war ein Entwurf für ein einsitziges, mit einem Druckpropeller ausgestatteten Jagdflugzeug, das eine Weiterentwicklung der Dornier Do 335 darstellte.

## Geschichte
Die hervorragenden Flugleistungen und -eigenschaften der Do 335 führten zu einer Vielzahl von weitergehenden Entwürfen mit unterschiedlichen technischen Konzepten. So sollte bei der ab Ende 1944 projektierten P 247 auf den vorderen Motor verzichtet werden, um vor allem eine höhere Geschwindigkeit zu erreichen. Hierfür sollte neben einem nun nahezu optimalen Luftschraubenwirkungsgrad auch der ungestörte Strömungsverlauf an der Zelle beitragen. Der bei der Do 335 um den vorderen Motor angeordnete Ringkühler sollte bei der P 247 durch zwei im Bereich der Flügelwurzeln vorgesehene Blockkühler ersetzt werden.
Als Antrieb war ein 12-Zylinder-V-Motor Jumo 213 J mit MW-50-Einspritzung vorgesehen, der sich aber ebenfalls noch im Projektstadium befand. Die Startleistung lag bei 2600 PS und in 11.300 m Höhe bei 1850 PS. Das Triebwerk war hinter dem Piloten etwa in Rumpfmitte untergebracht und sollte über eine Fernwelle den Druckpropeller antreiben. Die rechnerische Höchstgeschwindigkeit bei einem Startgewicht von 6200 kg betrug 835 km/h. Die Tragflächen sollten eine Pfeilung von 30° (abweichende Quellen nennen 28°) erhalten. Der Lufteinlass für den Motor befand sich an der linken Rumpfseite.
Durch den Wegfall des Bugmotors stand nun die Rumpfspitze vollständig für den als austauschbare Baugruppe geplanten Einbau einer Angriffsbewaffnung von drei 30-mm-MK-108 zur Verfügung. Die Kraftstoffanlage mit einer Kapazität von 1300 l verteilte sich auf geschützte und ungeschützte Rumpf- und Flügelnasenbehälter. Bedingt durch die Kriegsereignisse folgte dem Entwurf jedoch keine praktische Realisierung.

## Technische Daten
| Kenngröße             | Daten                                         |
| --------------------- | --------------------------------------------- |
| Besatzung             | 1                                             |
| Länge                 | 12,06 m                                       |
| Spannweite            | 12,0 m                                        |
| Höhe                  | 4,40 m                                        |
| Flügelfläche          | 25,00 m²                                      |
| Startmasse            | 6200 kg                                       |
| Höchstgeschwindigkeit | 835 km/h                                      |
| Bewaffnung            | 3 × MK 108                                    |
| Triebwerk             | 1 × Junkers Jumo 213J mit 1.850 PS (1.361 kW) |